# Fles van Woulfe
De fles van Woulfe is een gaswasfles met twee of drie openingen waarmee gas door een vloeistof geleid kan worden ten behoeve van een fysische (drogen, koelen) of chemische bewerking. De glazen fles is genoemd naar zijn bedenker de alchemist/chemicus Peter Woulfe.

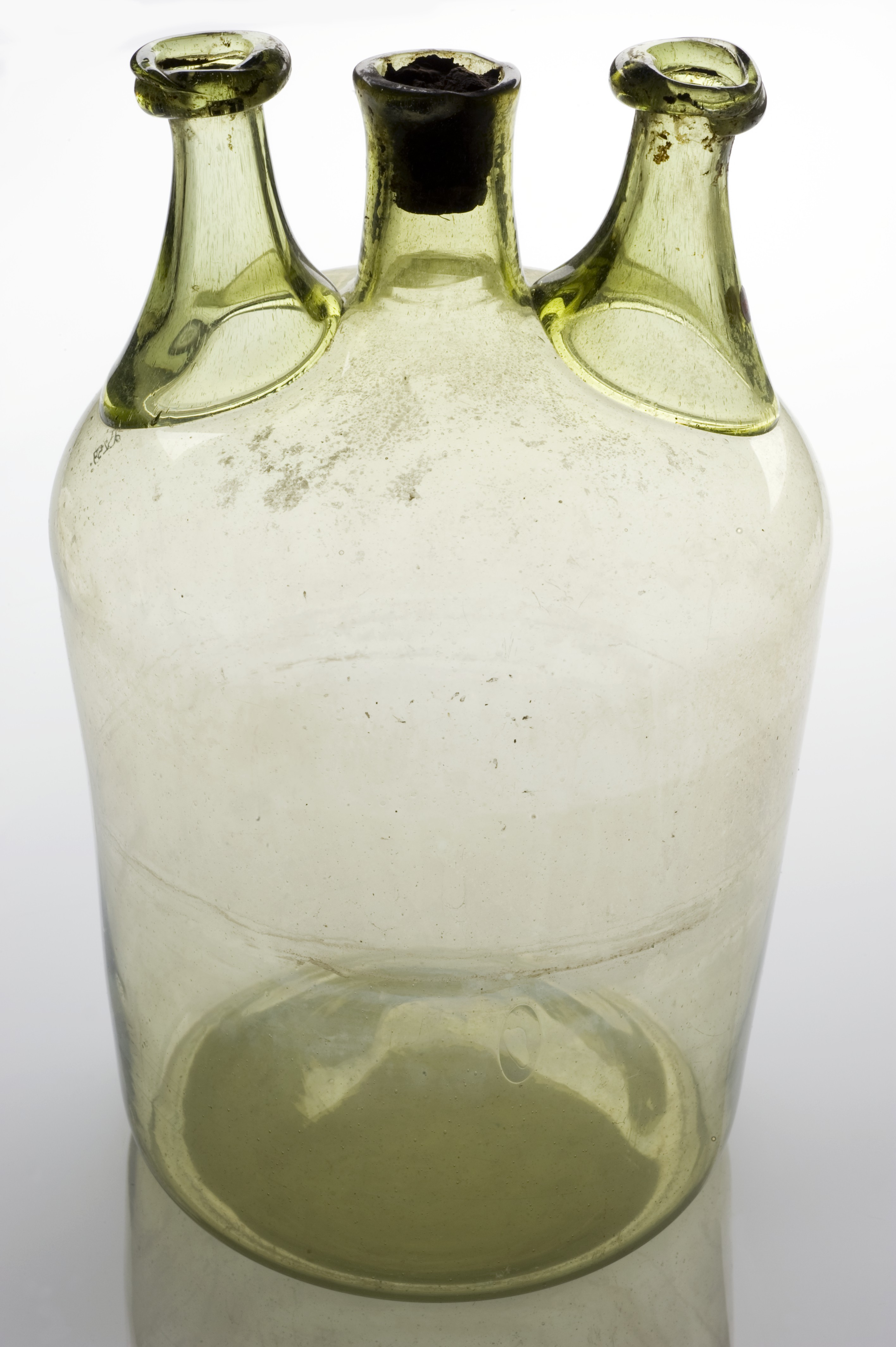
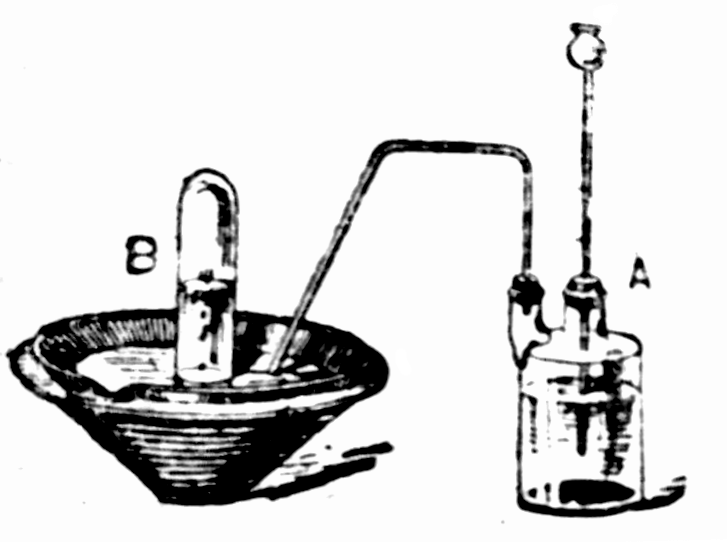
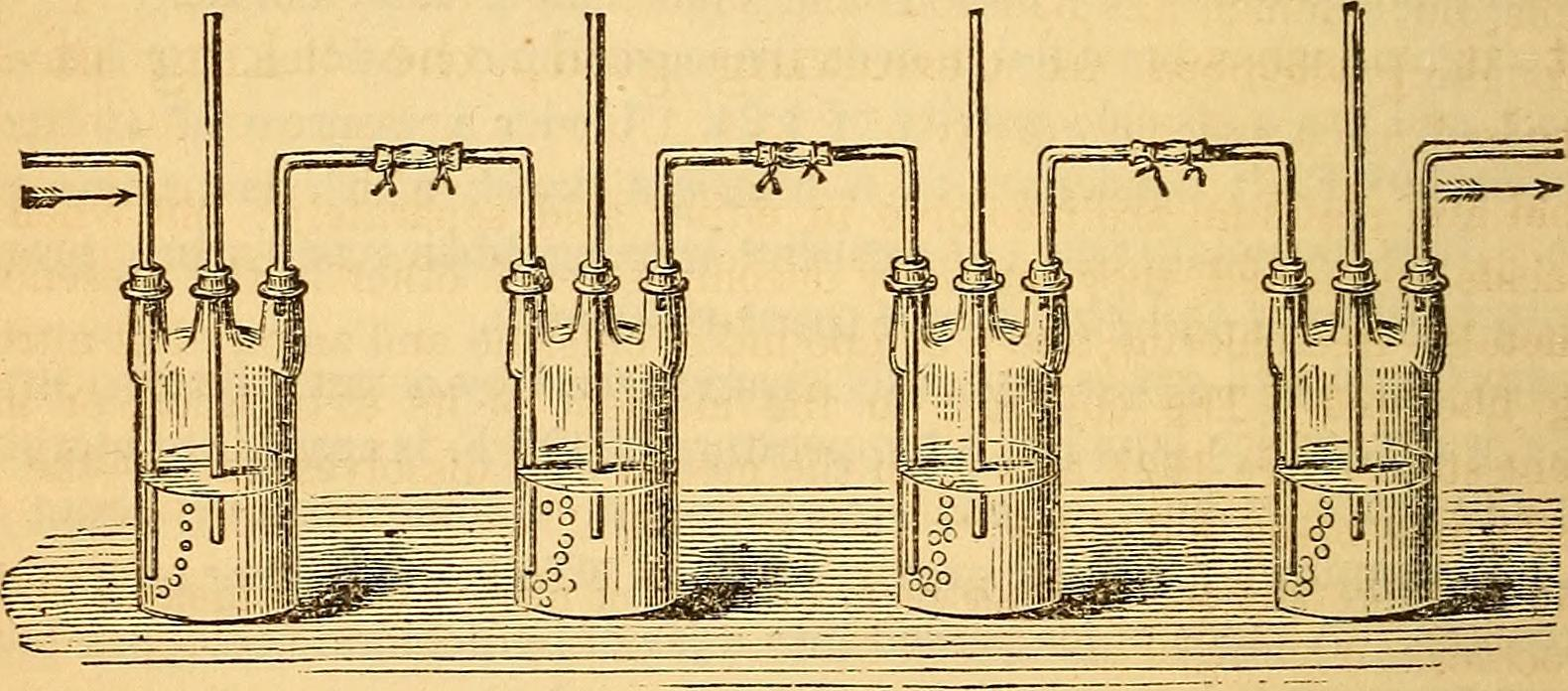